# Euplexaura albida
Euplexaura albida is een zachte koraalsoort uit de familie Plexauridae. De koraalsoort komt uit het geslacht Euplexaura. Euplexaura albida werd in 1908 voor het eerst wetenschappelijk beschreven door Kükenthal. 